# Bhuvanaikabahu VII
Bhuvanaikabahu VII, ou Bhuvanekabãhu VII, (1468 - 29 décembre 1551) est un roi du royaume de Kotte, de la dynastie Siri Sanga Bo, dans l'actuel Sri Lanka.

## Succession
Le roi Bhuvanaikabahu VII ne laisse pas d'héritier mâle, mais avec son épouse la reine il avait eu une fille la princesse, Samudra Devi. Le souverain avait envisagé de lui faire épouser un jeune prince Jayo Bandara, cependant cette dernière était amoureuse du commandant en chef des armées Weediya Bandara, qui tue Jugo lors d'un duel et l'épouse. Leur fils Dharmapala, succède donc à Bhuvanaikabahu VII comme souverain du royaume de Kotte. Dharmapala qui avait été baptisé Catholique, en adoptant le prénom portugais de João (français: Jean), s'engage dans une politique de coopération avec les  Portugais.